# Joseph Engling
Josef Engling est né le 5 janvier 1898 à Prossitten près de Warmia et est mort le 4 octobre 1918 près de Cambrai, en France. Il est un des premiers membres du mouvement Schoenstatt et l'une des plus grandes figures du XXe siècle. Il est fêté le 4 octobre .

## Biographie

### Sa jeunesse
Josef Engling est né dans une famille de sept enfants, fils d'un maître tailleur, August Engling, dans la paroisse catholique de Prossitten, dans l'arrondissement de Rößel (de) en Warmie en province de Prusse-Orientale (aujourd’hui enclave de Kaliningrad). À l'âge de 14 ans, il part à Vallendar près de Coblence au centre d'études pallottines pour aller au lycée et se préparer au sacerdoce. Là, en tant que soldat et préfet de la Congrégation mariale, sous la direction du père spirituel Josef Kentenich, il a expérimenté un lien plus profond avec la mère de Dieu, qu'il appelait sa « chère petite mère ».

### Son service militaire
À l'âge de 18 ans, il est appelé au service militaire pendant la Première Guerre mondiale en 1916 et doit interrompre ses études. Pendant son temps comme soldat, il a tenu un journal spirituel qui reflète son développement religieux et personnel. Son objectif principal était de devenir un saint marial en semaine. Josef Engling a essayé de façonner sa foi en termes concrets, même dans la dure réalité des combats au front, et de laisser sa vie entièrement à Dieu et à Marie, la mère de Dieu. Le 4 octobre 1918, il meurt sur le champ de bataille à Cambrai. Il est probablement enterré dans le cimetière militaire allemand à la périphérie de Cambrai.

## Son parcours spirituel
Avec la pédagogie Kentenich, Josef Engling a appris quatre méthodes afin de pouvoir maintenir son aspiration à la sainteté dans la vie quotidienne et aussi à la guerre.
- Dans son journal, il notait toujours un examen particulier en cours (EP). Cela signifie une résolution que vous souhaitez consciemment conserver pendant une certaine période de temps.
- Puis il y avait son idéal personnel (PI), sa « vision de la vie » originelle que Dieu avait mise en lui. Son idéal était : « Je veux devenir tout pour tout le monde et être ma propre Marie. »
- Son Agenda Spirituel (GTO) était également particulièrement important pour lui, avec lequel il a pu maintenir son amour pour Dieu et le MTA dans les tranchées. Au GTO, vous pouvez trouver des exercices religieux tels que B. Prière du matin et chapelet, qui étaient importants pour Josef Engling et qu'il vérifiait par écrit tous les jours.
- Enfin, Josef Engling a envoyé un rapport annuel à Josef Kentenich tous les 14 jours[pas clair], dans lequel il a donné des informations sur ses résolutions et son accompagnement spirituels. Le rapport de responsabilité a servi de contrôle pour la poursuite de son idéal[4].

C'était son souci d'être fidèle au quotidien et d'établir une relation vivante avec Dieu à travers de petites actions. Surtout au cours de sa vie de soldat, il a manifesté clairement sa solidarité avec ses camarades. De sa profondeur spirituelle, il était capable de surmonter des situations dangereuses.

## Canonisation
Le processus de béatification a été lancé en 1952, lorsque le camarade de classe d'Engling, Alexander Menningen, était vice-postulateur. Le processus a été achevé au niveau diocésain en 1964 et remis au Saint-Siège. Ce processus a été suspendu pendant des années en raison de conflits entre les Pallottins et le Mouvement Schoenstatt, qui se sont séparés légalement. Les deux groupes poursuivent ensemble la béatification depuis 2000, Joachim Schmiedl étant vice-postulateur depuis 2003.
Josef Engling est considéré comme le premier « saint » du mouvement Schoenstatt.

## Engling et le mouvement Schoenstatt

### Fondateur d'ordre religieux
L'importance d'Engling pour le mouvement Schoenstatt est moins à comprendre en termes d'événements de vie extérieurs qu'en termes de développement intérieur. Ceci est influencé de manière décisive par la « consécration à Marie », qui a eu lieu pour la première fois en 1915 lors de son acceptation dans la Congrégation mariale, comme le veut son idéal personnel : « Volo omnibus omnia fieri, spécialiste Mariae mancipatus » (« Je veux devenir tout pour tous, pour Marie complètement propre ») ; formulé en décembre 1915. Cette consécration le pousse à s'élever à travers de petites résolutions et un programme spirituel quotidien clairement défini vers une personnalité capable et prête à accepter et à promouvoir les personnes les plus diverses avec leurs caractéristiques.